# Mandoki Soulmates
Mandoki Soulmates ist ein musikalisches Projekt, das vom deutsch-ungarischen Musiker und Produzenten Leslie Mandoki gegründet wurde. Das Projekt gilt als Supergroup, da es die Talente vieler international erfolgreicher Musiker vereint, um einen einzigartigen Sound zu erschaffen. Stilistisch bewegt sich das Projekt hauptsächlich in den Genres Progressive Rock und Jazz Rock.

## Geschichte
Seit ihrer Gründung im Jahr 1992 hat sich die Band Mandoki Soulmates zu einem weltweit bekannten Ensemble entwickelt, einer Band von Bandleadern, die zusammen 35 Grammys gewonnen und über 350 Millionen Tonträger verkauft hat. Im Laufe der Jahre haben sie an zwölf gemeinsamen Alben zusammengearbeitet, zahlreiche Live-DVDs und Blu-rays produziert und vor Publikum auf der ganzen Welt gespielt, von New York bis Shanghai, von Sao Paulo bis Miami und in europäischen Großstädten wie London und Paris. Die Süddeutsche Zeitung würdigte Mandokis maßgebliche Rolle beim Erfolg der Band und nannte ihn treffend „Derjenige, der mit den Helden spielt!“

## Mitwirkende
Im Laufe der Jahre haben viele namhafte Musiker in der Band Soulmates gespielt, darunter Chris Thompson (Manfred Mann’s Earth Band), John Helliwell (Supertramp), Nick van Eede (Cutting Crew), Greg Lake (Emerson, Lake & Palmer), Tony Carey (Rainbow), Richard Bona, Cory Henry, Steve Lukather (Toto) und Chaka Khan. Auch herausragende deutsche Musiker wie Peter Maffay, Klaus Doldinger und Till Brönner haben viele Jahre lang mit den Soulmates auf Alben und Konzerten gespielt. Eine vollständige Liste befindet sich weiter unten.

## Bandleader Leslie Mandoki: Frühe Jahre und Einflüsse

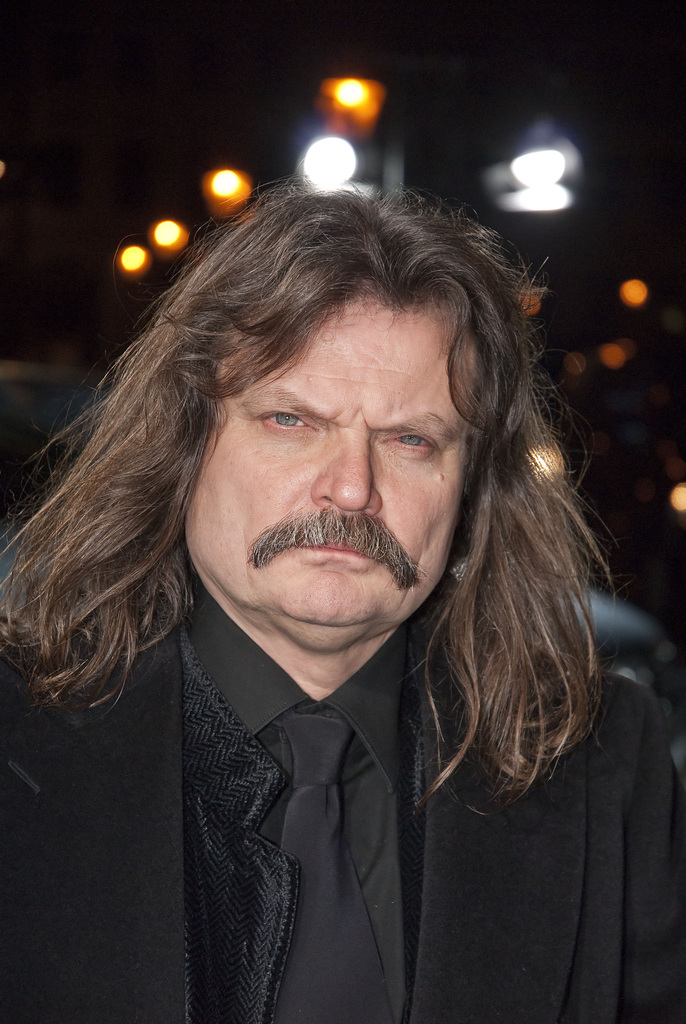
Leslie Mandoki 2008 auf dem 58. Berlin International Film Festival.

Leslie Mandoki, bekannt für seine Beiträge als Produzent für namhafte Künstler wie No Angels, Lionel Richie, Phil Collins, Jennifer Rush und Projekte wie Disneys Tarzan & Mulan, begann seine musikalische Reise im Alter von 20 Jahren als Mitglied der Band „JAM“, die Anfang der 1970er Jahre im Budapester Rockclub Bem Rakpart auftrat. Dieser Veranstaltungsort diente in jenen Jahren als Epizentrum der aufkeimenden Undergroundszene der ungarischen Hauptstadt, die von intellektuellen Diskursen und studentischem Widerstand gegen die repressive Zensur-, Überwachungs- und Reisebeschränkungen des sowjetischen Regimes geprägt war. Mandokis Musikstil wurde stark von den einflussreichen britischen Progressive-Rock-Bands der Ära geprägt, darunter Jethro Tull, Emerson, Lake & Palmer, Genesis, Yes und Supertramp. Diese Bands wurden für ihre intellektuell anregenden, poetischen und gesellschaftspolitisch aufgeladenen Texte sowie ihre komplexen Kompositionen mit anspruchsvollen harmonischen Strukturen und innovativen Produktionstechniken verehrt. Mandoki ließ sich auch von der lebhaften New Yorker Jazz-Rock-Fusion-Szene inspirieren, die insbesondere von Miles Davis’ bahnbrechendem Album „Bitches Brew“ und dem darauffolgenden Aufkommen berühmter Gruppen wie dem Mahavishnu Orchestra, Return to Forever und den Brecker Brothers beeinflusst wurde. Wenn Mandoki an seine ersten Erfahrungen mit JAM zurückdenkt, erinnert er sich, dass sein Ziel darin bestand, die Ästhetik des britischen Progressive Rock nahtlos mit dem amerikanischen Jazz-Rock zu verschmelzen.

## Die Jahre hinter dem Eisernen Vorhang

Karte des Eisernen Vorhangs in Europa, 1945–1991.

Während der Ära des sogenannten Eisernen Vorhangs standen Leslie Mandoki und seine Band aufgrund von Zensur und Auftrittsverboten in Budapest vor großen Herausforderungen. Als prominente Persönlichkeit der Musiklandschaft wurde Mandoki zum Symbol der Studentenopposition im kommunistischen Ungarn, was dazu führte, dass ihm der Pass verweigert wurde. Als Reaktion darauf traf er 1975 die mutige Entscheidung, sein Heimatland auf der Suche nach künstlerischer Freiheit zu verlassen. Mandoki begab sich auf eine gewagte Flucht und durchquerte zu Fuß den fast fünf Meilen langen Karawankentunnel zwischen dem damals kommunistischen Slowenien und Österreich, zusammen mit zwei engen Freunden, dem Musiker Laszlo Bencker (der später der Band Mandoki Soulmates beitrat) und dem Künstler/Animator Gábor Csupó (später bekannt für Die Simpsons und Rugrats) Ihre Reise führte sie in das Zentrallager für Asylbewerber im bayerischen Zirndorf. Als Mandoki von Asylbeamten nach seinen Plänen für ein Leben im Westen gefragt wurde, äußerte er seine Absicht, neben seinen Idolen, darunter Jack Bruce (Cream), Ian Anderson (Jethro Tull) und Al Di Meola (Return to Forever), Musik zu machen.

## Gründung der Mandoki Soulmates
Mandoki befolgte den eindringlichen Rat, den ihm sein Vater auf dem Sterbebett erteilte: „Lebe deinen Traum und träume nicht dein Leben!“ 1992 trugen seine Ambitionen Früchte und er veröffentlichte, zunächst noch unter seinem eigenen Namen „Mandoki“, das Album Out of Key… With the Time. Eine illustre Besetzung aus Jazz- und Rockgrößen arbeitete gemeinsamen an diesem Album wie z. B. Al Di Meola, Bobby Kimball, Steve Khan, Michael Brecker, Bill Evans, Amii Stewart u. v. a.
1993 kam es zur Gründung der Band „People“, der im Wesentlichen die gleichen bekannten Musiker angehörten, wie bisher auch, zusätzlich noch unterstützt von Ian Anderson, Jack Bruce, David Clayton-Thomas (Blood, Sweat & Tears), Anthony Jackson, Nik Kershaw u. v. a. Das noch im gleichen Jahr einzige, gleichnamige Album wurde zusätzlich noch von der kompletten Horn-Section von Blood, Sweat & Tears unterstützt. Im gleichen Jahr wurde der Bandname zu „Mandoki Soulmates“ (auch unter „Man Doki Soulmates“ geführt) geändert. Ihre gemeinsame Anstrengung brachte ihnen 1993 den renommierten deutschen Fernsehpreis „Goldene Europa“ für ihren Debütsong Mother Europe ein. Anschließend spielte die Band ihr erstes Konzert beim zweiten jährlichen Sziget/EuroWoodstock-Festival 1994 in Budapest vor 40.000 Zuschauern.

## Weiterentwicklung der Soulmates
Auf ihrer Reise haben sich den Soulmates zahlreiche berühmte Musiker angeschlossen. Zu den bemerkenswerten Neuzugängen des Ensembles zählen Chris Thompson von Manfred Mann’s Earth Band, John Helliwell von Supertramp, Nick van Eede von Cutting Crew und Greg Lake von Emerson, Lake & Palmer. Darüber hinaus haben Musiker wie Tony Carey von Rainbow, Richard Bona, Cory Henry, Steve Lukather von Toto und Chaka Khan der Gruppe ihr Talent geliehen. Prominente deutsche Musiker wie Peter Maffay, Klaus Doldinger und Till Brönner sind seit vielen Jahren wichtige Mitwirkende sowohl an Alben als auch an Live-Auftritten.

## Vollständige Künstlerliste von 1992 bis heute
- Al Di Meola – Gitarre
- Anthony Jackson – Bassgitarre
- Bill Evans – Tenor–, Sopransaxophon
- Bobby Kimball – Gesang
- Chaka Khan – Gesang
- Chris Thompson – Gesang
- David Clayton-Thomas – Gesang
- David Garrett – Geige
- Eric Burdon – Gesang
- Greg Lake – Gitarre, Gesang
- Ian Anderson – Gesang, Flöte
- Jack Bruce – Gesang, Bassgitarre
- Jesse Siebenberg – Lap-Steel-Gitarre, Gesang
- Jimi Jamison – Gesang
- John Helliwell – Tenor–, Altsaxophon, Klarinette
- Jon Lord – Hammond-Orgel, Klavier
- Laszlo Bencker – Tasteninstrument, Konzertflügel, Hammond-Orgel
- Leslie Mandoki – Gesang, Schlagzeug, Schlaginstrumente
- Lou Gramm – Gesang
- Manfred Mann – Tasteninstrument
- Michael Brecker – Tenorsaxophon
- Mick Hucknall – Gesang
- Midge Ure – Gitarre, Gesang
- Mike Stern – Gitarre
- Nick van Eede – Gitarre, Gesang
- Nik Kershaw – Gitarre, Gesang
- Paul Carrack – Gesang
- Peter Frampton – Gitarre, Gesang
- Peter Maffay – Gitarre, Gesang
- Pino Palladino – Bassgitarre
- Randy Brecker – Trompete, Flügelhorn
- Richard Bona – Bassgitarre, Gesang
- Robin Gibb – Gesang
- Roger Hodgson – Gitarre, Klavier, Gesang
- Steve Bailey – Bassgitarre, Gesang
- Steve Khan – Gitarre
- Steve Lukather – Gitarre, Gesang
- Till Brönner – Trompete
- Udo Lindenberg – Gesang
- Victor Bailey – Bassgitarre

## Diskografie

### Als Mandoki (resp. Man Doki)
- 1992: Out of the Key … With the Time
- 1997: People in Room No.8
- 1997: People in Room No.8 - The Jazz Cuts

### Als People
- 1993: People
- 1998: So Far

### Als Mandoki Soulmates
- 2002: Soulmates
- 2003: Soulmates Classics
- 2003: Soulmates Jazz Cuts
- 2004: Soulmates Legends of Rock
- 2009: Aquarelle
- 2010: Thank You
- 2013: BudaBest
- 2019: Living in the Gap
- 2019: Hungarian Pictures
- 2021: Utopia for Realists
- 2024: A Memory of Our Future

## Bemerkenswerte Leistungen
Die Mandoki Soulmates gaben während der Grammy Week 2018 ihren ersten Liveauftritt in den USA. Das Konzert mit dem Titel „Wings of Freedom“ fand am 29. Januar 2018 im Beacon Theater in New York City statt und war ein Benefizkonzert für die MusiCares Foundation. Mandoki beschrieb es als einen wahrgewordenen Traum und führte seine Leidenschaft für Rock auf die Begegnung mit amerikanischer Rockmusik während seiner Jugend hinter dem Eisernen Vorhang zurück. Die Band, bestehend aus Grammy-ausgezeichneten Jazz- und Rockkünstlern, lieferte beeindruckende musikalische Darbietungen, die von großartigen Improvisationen, Soli, Arrangements und Komplexität geprägt waren. Die Zusammenarbeit mit MusiCares stand im Einklang mit der Mission von Mandoki Soulmates, bedürftige Musiker zu unterstützen, und spiegelte ihr Engagement wider, ihrem Publikum etwas zurückzugeben und denen zu helfen, die Hilfe benötigen.

## Performance- und Aufnahmephilosophie
Mandoki ermutigt seine musikalischen „Helden“, sich sowohl im Studio als auch auf der Bühne authentisch auszudrücken. Jack Bruce verglich Mandoki mit Duke Ellington, da er beim Komponieren für die Soulmates die Rolle jedes einzelnen Musikers voraussah. Mike Stern lobte seine Führung und betonte Mandokis klare Vision, während er gleichzeitig eine Umgebung kreativer Freiheit für individuellen Ausdruck förderte. Al Di Meola nennt ihn liebevoll einen „ungarischen Quincy Jones“ und lobt ihn als führende Kraft unter den Titanen der Musik. Ian Anderson stimmt dem zu und porträtiert Mandoki als Mastermind, der die harmonische Zusammenarbeit des Ensembles orchestriert.
Nick van Eede, Gründer von Cutting Crew, schätzt die Abwesenheit von Egos und die echte Kameradschaft unter den Musikern. Er lobt Mandokis einzigartige Fähigkeit, prominente Künstler zu vereinen, eine Meinung, die auch Soul-Ikone Chaka Khan teilt, die Mandokis magische Fähigkeit rühmt, Zusammenarbeit und Synergie unter den Künstlern zu inspirieren. Randy Brecker würdigt Mandoki als visionären Bandleader, der für die Verwirklichung der kollektiven künstlerischen Vision der Gruppe unverzichtbar war, und betont die tiefen Freundschaften, die innerhalb der Band gepflegt wurden. Der verstorbene Greg Lake, bekannt durch Emerson, Lake & Palmer, fasst die kollektive Wirkung der Soulmates prägnant zusammen und lobt sie als „eine der besten Bands, die Sie jemals hören werden.“

## Gesellschaftliche und politische Bedeutung
Im Mittelpunkt der Mission der Soulmates steht die Wiederbelebung der soziopolitischen Relevanz des progressiven Jazzrocks durch ihre Musik. Mandoki lehnt die Vorstellung ab, dass die Soulmates bloße, von Prominenten getriebene Hitmacher sind, und betont ihren Status als dynamisches Ensemble, das von Kreativität angetrieben wird. Für die Soulmates ist Musik ein Kanal der Freiheit, der für künstlerische Integrität und gesellschaftliche Kommentare einsteht. Diese Vision beinhaltet eine Verschmelzung von Form und Inhalt, gekennzeichnet durch das Engagement, soziopolitische Themen durch intellektuell ansprechende und poetische Texte anzusprechen. Mandoki und die Soulmates sehen Musik als eine wirksame Form des künstlerischen Ausdrucks, die gesellschaftliche Normen in Frage stellen und Veränderungen auslösen kann.

## Letzte Projekte
Das am 10. Mai 2024 veröffentlichte neueste Album A Memory of Our Future stellt einen entscheidenden Moment auf der künstlerischen Reise dar. Dieses Album basiert auf dem Engagement, gesellschaftspolitische Themen anzusprechen, und dient als Plattform, um dem Publikum bedeutungsvolle Botschaften zu vermitteln. Der kreative Prozess hinter A Memory of Our Future, der von der ersten Note bis zur fertigen Vinyl-Scheibe eine Rückkehr zu analogen Produktionstechniken einschließt, ist von einem spürbaren Gefühl von Energie und Aufregung geprägt, das insbesondere durch das „Old-School“-Verfahren der analogen Aufnahme angetrieben wird. Es ist auch eine Dolby-Atmos-Surround-Sound-Version erhältlich, die das Traditionelle mit der neuesten Technologie verbindet.